# 可愛いだけじゃダメかしら?
『可愛いだけじゃダメかしら?』（かわいいだけじゃだめかしら）は、テレビ朝日系で1999年1月11日から3月15日に月曜ドラマイン枠で放送されたテレビドラマ。原作は鈴木由美子の『いけいけ!バカオンナ』。当初は全9回の放送予定だったが、全10回に延長し、最終回は2時間スペシャルで放送された。

## あらすじ
派手な服に身を包んだ美女・杉山ゆうこ。でも、本当は伊豆・長岡出身の地味な田舎者で、家ではジャージ姿で地味な生活を送っている。ゆうこは、かつて故郷で周囲に馬鹿にされたことが原因で、「いつかイイ女になって、幸せになってやる!」と思い、上京して来たのだ。そんな中、ゆうこは自分と同じくらい派手な美女・谷口せつこと出会う。当初は対立しあっていた2人だったが、次第に友情を深めていく。

## おそるべしっっ!!!音無可憐さん2
杉山ゆうこと谷口せつこが毎回欠かさず見ているテレビドラマとして、本編に挿入されるミニドラマ。ミニドラマではあるが、ちゃんとストーリーがあり、本編である『おそるべしっっ!!!音無可憐さん』の後日談（音無可憐と武田軍司の新婚生活を描く）になっている。放送局、原作、脚本、出演者が、いずれも共通のため成立したお遊びである。

## キャスト

### レギュラー出演者
（タイトルバックでのキャスト紹介順に掲載）
杉山ゆうこ
演 - 榎本加奈子
本作の主人公。伊豆・長岡出身で上京するまでは地味で内向的な女の子だったが、地元で馬鹿にされた事がきっかけとなり、上京を決意。都内の『若葉女子短期大学』に入学し、そこで自分と同じくらい派手な女子学生・谷口せつこと出会う。
音無可憐
演 - 榎本加奈子（二役）
『おそるべしっっ!!!音無可憐さん2』の主人公。
内田コウジ
演 - 岡田義徳
ゆうこの過去を知る『慶明大学』の大学生。ゆうこの行きつけのダイナーでバイトしている。
武田軍司
演 - 岡田義徳（二役）
『おそるべしっっ!!!音無可憐さん2』の登場人物。
谷口せつこ
演 - 山口紗弥加
ゆうこと同じ若葉女子短大に通う女の子。ゆうこ同様派手なファッションで当初はゆうこと対立するが、後に親友となる。
三村恵梨花
演 - 平山綾（現：平山あや）
ゆうこが住むアパートの大家の娘で高校生。
浜田千絵
演 - 村田洋子
真里亜が通うエステティックサロンのエステティシャン。
萩原千晶
演 - 上良早紀
ゆうこ・せつこと同じ短大に通う女の子。亜希といつも一緒にいる。
島田亜希
演 - 菊地百合子（現：菊地凛子）
ゆうこ・せつこと同じ短大に通う女の子。千晶といつも一緒にいる。
小島エミ
演 - 希良梨
ゆうこ・せつこの友人で同じ短大に通う男っぽい女の子。
岸本真里亜
演 - 川島なお美
ゆうこ・せつこが通う短大の先生。
香坂道彦
演 - 草刈正雄
コウジがバイトするダイナーのマスター。

### ゲスト出演者
主なゲスト
大沢
演 - 金子統昭（現：金子ノブアキ）（1 - 3話）
サイパンのビーチで佐藤と一緒にゆうこ・せつこをナンパした慶明大の大学生。
佐藤
演 - 白石朋也（1 - 3話）
サイパンのビーチで大沢と一緒にゆうこ・せつこをナンパした慶明大の大学生。
新也
演 - 井澤健（4・5・7話）
せつこの初恋の人。慶明大の大学生。
杉山洋子
演 - 佐藤仁美（5話）
ゆうこの実の姉。『秀優外語大学』に通う地味な女子大生。
音無可憐みたいな女の子
演 - 山口紗弥加（二役）（9話）
『おそるべしっっ!!!音無可憐さん2』の登場人物。
永田トオル
演 - 石塚英彦（9・10話）
せつこの婚約者。せつこが働くジュエリーショップの店長。
藤本
演 - 斉藤陽一郎（9・10話）
ゆうこが働くアパレル企業『株式会社グラマーガール』のエリート。
可憐三世
演 - 榎本加奈子（三役）（10話）
『おそるべしっっ!!!音無可憐さん2』の登場人物。
ゆうこの先輩
演 - 菅野美穂（友情出演）（10話）
ゆうこが働くアパレル企業『株式会社グラマーガール』の部署の違う先輩。
武田麻里亜
演 - 川島なお美（二役）（10話）
『おそるべしっっ!!!音無可憐さん2』の登場人物。
音無秀樹
演 - 草刈正雄（二役）（10話）
『おそるべしっっ!!!音無可憐さん2』の登場人物。
その他ゲスト
- 山村アキラ（1・2・5・7話）
- 国松晃（1・2・5・7話）
- 福本伸一（1・10話）
- 持田篤（現：土田アシモ）（1話）
- 高士新太郎（2話）
- 平井奈津子（2話）
- 寺川敬子（2話）
- 石原勝也（2話）
- 荻野朋子（2話）
- 竹下宏太郎（3話）
- 河田義市（3話）
- 俵木藤汰（3話）
- 川島令美（4話）
- 潮田真紀（4話）
- 中村美里（4話）
- 重光絵美（4話）
- 邱太郎（4話）
- 春延朋也（4話）
- 三浦義徳（4話）
- 吉田大亮（4話）
- 草野康太（5話）
- 高橋寛（5話）
- 田崎真澄（7話）
- 三宮良仁（7話）
- 田所和幸：遠山俊也（8話）

就活生を狙う詐欺師。
- 郵便屋さん：深見亮介（8話）

『おそるべしっっ!!!音無可憐さん2』の登場人物。本編でも郵便配達員として登場。
- 尾山源一：野添義弘（8話）

『株式会社センスアップ』副社長。ゆうこの採用試験の面接官。
- 後藤康夫（8話）
- 芝山貴志：平川和宏（8話）

『株式会社センスアップ』常務。ゆうこの採用試験の面接官。
- 神山泉水（8話）
- 大石真弓（8話）
- 松本圭未（9話）
- 岩崎恵子（9話）
- 窪園純一（9話）
- 舘正貴（9話）
- 荻原政樹（9話）
- 麻菜（9話）
- 平光琢也（10話）
- 岡本光太郎（10話）
- 小川信行（10話）
- 前川剛志（10話）
- 西村あつ子（10話）
- 日高和義（10話）
- エキストラ：古賀プロ、テアトルアカデミー、劇団東俳、R&Aプロモーション

## 受賞歴
- 第20回ザテレビジョンドラマアカデミー賞[2]
  - ベストドレッサー賞（榎本加奈子）

## 音楽
- 主題歌
  - 「Brand-New Heaven」deeps
- オープニング・テーマ
  - 「あなたのとりこ (Irrésistiblement) 」シルヴィ・ヴァルタン
- 挿入歌
  - 「好きにならずにいられない」リック・ザ・ティンズ（英語版）（おそるべしっっ!!!音無可憐さん2）
  - 「ハピネス」deeps（おそるべしっっ!!!音無可憐さん2）
  - 「ヴィーナス」バナナラマ（3・10話）
  - 「ダンシング・シスター」ノーランズ（4話）

## スタッフ
- 原作：鈴木由美子
- 脚本：岡田惠和
- 音楽：寺嶋民哉
- TD：笹村彰
- 撮影：栗林克夫
- カメラ：山口崇（10話）、田代浩（10話）、立川伸太郎（10話）、小山英之（10話）、高橋広（10話）、光安貴行（10話）
- 照明：白石雄二、菊池護（10話）、横山修司（10話）、康和生（10話）
- 音声：畦本真司、米原直紀（10話）、本村敬彦（10話）
- VE：勝又章浩
- 技術プロデューサー：小関進、向井美和（10話）
- デザイン：北谷岳之
- 美術制作：肥沼和男
- 装飾：新蔵高志
- 大道具：草野哲之、岩坪卓人（10話）、永石大作（10話）
- 持道具：丸山信太郎、橋口真一（10話）
- 衣裳：丸尾倫代、山田秀夫（10話）
- ヘアメイク：小泉尚子、鈴木富、池上タミ子（10話）
- スタイリスト：片山彰乃、岡野友美（10話）
- コスチュームデザイン：石橋瑞枝、太田深美（10話）
- スチール：橋本田鶴子
- オンライン編集：足立浩（1話）
- オフライン編集：足立浩（2 - 5・7 - 10話）
- 編集：白水孝幸、加藤朗誠（10話）
- 選曲：小西善行
- 効果：近藤隆史
- タイトル編集：真鍋将
- MA：荒川望（2話）
- プロデューサー補：大久保なみ（テレビ朝日）、清水真由美（MMJ）
- 助監督：長谷川康（1 - 5・7・8話）、植田尚（9・10話）
- 演出補：長谷川康（10話）、植田尚（10話）、坂本栄隆（10話）、早坂泰彦（10話）、本間利幸（10話）
- 制作担当：市川幸嗣
- 制作主任：倉又由一（1 - 5・7・8・10話）、伊勢雅義（9・10話）、増田悟司（10話）、荒木俊晴（10話）
- 記録：小宮尚子（1・2・5・8・10話）、川崎伸子（3・4・7・9話）
- 制作助手：浅井千瑞（10話）
- ドライバー：川崎俊彦（10話）、石坂智博（10話）、田中和博（10話）
- 広報：栗井淳（テレビ朝日）
- 撮影協力：武蔵工業大学（現：東京都市大学）
- 振付：竹下宏太郎（3話・10話）
- プロデューサー：黒田徹也（テレビ朝日）、東城祐司（MMJ）
- 演出：今井和久（1・2・5・8・10話）、塚本連平（3・4・6・7話）、長谷川康（9話）
- 制作：テレビ朝日、MMJ

## サブタイトル
| 各話                                           | 放送日        | サブタイトル                                                                                           | 演出     | 視聴率 | 備考           |
| ---------------------------------------------- | ------------- | --- | -------- | ------ | -------------- |
| 第1回                                          | 1999年1月11日 | いけいけ!バカオンナ                                                                                    | 今井和久 | 13.8%  | -              |
| 第2回                                          | 1999年1月18日 | 恋のテレフォンナンバー                                                                                 | 今井和久 | 9.4%   | -              |
| 第3回                                          | 1999年1月25日 | 踊るビーナス                                                                                           | 塚本連平 | 9.8%   | -              |
| 第4回                                          | 1999年2月1日  | エリートvsバカオンナ                                                                                   | 塚本連平 | 8.9%   | -              |
| 第5回                                          | 1999年2月8日  | 届け!恋心…                                                                                             | 今井和久 | 9.6%   | -              |
| 第6回                                          | 1999年2月15日 | 同窓会で勝負                                                                                           | 塚本連平 | 12.2%  | -              |
| 第7回                                          | 1999年2月22日 | 男が欲しがるプレゼント                                                                                 | 塚本連平 | 8.6%   | -              |
| 第8回                                          | 1999年3月1日  | 二人のブランドを作ろう                                                                                 | 今井和久 | 8.8%   | -              |
| 第9回                                          | 1999年3月8日  | ずっと君が好きだった                                                                                   | 長谷川康 | 9.1%   | -              |
| 最終回                                         | 1999年3月15日 | 女の友情は不滅だ!!3年分のありがとう… あんたなんて…大好き!結婚したってやっぱりイケイケ2人の未来は無限大 | 今井和久 | 9.3%   | 最終回60分拡大 |
| 平均視聴率9.9%（ビデオリサーチ調べ・関東地区） |               | |          |        |                |